# Casa del carrer de Salvador Raventós, 21 (Sant Martí Sarroca)
La Casa del carrer de Salvador Raventós, 21 és una obra noucentista de Sant Martí Sarroca (Alt Penedès) protegida com a Bé Cultural d'Interès Local.

## Descripció
Casa composta de planta baixa i terrat, amb jardí posterior i lateral, amb façana davantera de composició simètrica amb portal central i finestres a banda i banda. Obertures amb llinda i decoració de ceràmica vidriada blava i ornamental als marcs, que formen petits escalonaments, motius que es repeteixen en la barana de terrat (fet d'obra), així com línies horitzontals i plaques quadrangulars.